# رامون هرنانديز توريس
رامون هرنانديز توريس (بالإنجليزية: Ramón Hernández Torres)‏ هو سياسي أمريكي، ولد في 22 ديسمبر 1960 في الولايات المتحدة. حزبياً، نشط في Popular Democratic Party (Puerto Rico) ‏.